# Być tu i teraz
Być tu i teraz – trzeci i ostatni singel z albumu Krzysztofa „K.A.S.Y.” Kasowskiego pt. Prezes Kuli Ziemskiej. Zawiera trzy utwory: „Być tu i teraz“, „Powracam“ i „Ratujcie od chama“. Gościnnie w utworze „Być tu i teraz“ zaśpiewał Andrzej Piaseczny. Do utworu nakręcono teledysk, w którym oprócz obu wokalistów udział wzięli jeszcze Nazar Al-Khouri, Andrzej Krzywy, Marek Kościkiewicz, Artur Gadowski, Izabela Janicka-Jończyk (menadżerka Kasowskiego) i aktor Piotr Szwedes oraz autentyczni dyrektorzy firm fonograficznych: Warner Music Poland, BMG Poland i Pomaton EMI.

## Lista utworów
Opracowano na podstawie materiału źródłowego.
1. Być tu i teraz – 4:08
2. Powracam – 3:53
3. Ratujcie od chama – 3:13

Łączny czas: 11:14

## Twórcy
- Krzysztof Kasowski – śpiew, tekst i aranżacje
- Andrzej Piaseczny – śpiew (gościnnie w utworze 1)
- Mieczysław Felecki – inżynier, realizacja i muzyka
- Jacek Gawłowski – mastering